# Episodi di Combat! (prima stagione)
La prima stagione della serie televisiva Combat! è stata trasmessa in anteprima negli Stati Uniti d'America dalla ABC tra il 2 ottobre 1962 e il 14 maggio 1963.
| nº | Titolo originale          | Titolo italiano | Prima TV USA     | Prima TV Italia |
| -- | ------------------------- | --------------- | ---------------- | --------------- |
| 1  | Forgotten Front           |                 | 2 ottobre 1962   |                 |
| 2  | Rear Echelon Commandos    |                 | 9 ottobre 1962   |                 |
| 3  | Lost Sheep, Lost Shepherd |                 | 16 ottobre 1962  |                 |
| 4  | Any Second Now            |                 | 23 ottobre 1962  |                 |
| 5  | Far from the Brave        |                 | 30 ottobre 1962  |                 |
| 6  | Missing in Action         |                 | 13 novembre 1962 |                 |
| 7  | Escape to Nowhere         |                 | 20 novembre 1962 |                 |
| 8  | The Celebrity             |                 | 27 novembre 1962 |                 |
| 9  | Cat and Mouse             |                 | 4 dicembre 1962  |                 |
| 10 | I Swear by Apollo         |                 | 11 dicembre 1962 |                 |
| 11 | A Day in June             |                 | 18 dicembre 1962 |                 |
| 12 | The Prisoner              |                 | 25 dicembre 1962 |                 |
| 13 | Reunion                   |                 | 1º gennaio 1963  |                 |
| 14 | The Medal                 |                 | 8 gennaio 1963   |                 |
| 15 | Just for the Record       |                 | 15 gennaio 1963  |                 |
| 16 | The Volunteer             |                 | 22 gennaio 1963  |                 |
| 17 | The Squad                 |                 | 29 gennaio 1963  |                 |
| 18 | Next in Command           |                 | 5 febbraio 1963  |                 |
| 19 | The Chateau               |                 | 12 febbraio 1963 |                 |
| 20 | Off Limits                |                 | 19 febbraio 1963 |                 |
| 21 | No Time for Pity          |                 | 26 febbraio 1963 |                 |
| 22 | Night Patrol              |                 | 5 marzo 1963     |                 |
| 23 | Survival                  |                 | 12 marzo 1963    |                 |
| 24 | No Hallelujahs for Glory  |                 | 19 marzo 1963    |                 |
| 25 | The Quiet Warrior         |                 | 26 marzo 1963    |                 |
| 26 | The Battle of the Roses   |                 | 2 aprile 1963    |                 |
| 27 | Hill 256                  |                 | 9 aprile 1963    |                 |
| 28 | The Sniper                |                 | 16 aprile 1963   |                 |
| 29 | One More for the Road     |                 | 23 aprile 1963   |                 |
| 30 | The Walking Wounded       |                 | 30 aprile 1963   |                 |
| 31 | High Named Today          |                 | 7 maggio 1963    |                 |
| 32 | No Trumpets, No Drums     |                 | 14 maggio 1963   |                 |